# Isla Jacques Cousteau
La Isla Cerralvo, nombrada comúnmente así, cuyo nombre oficial es Isla Jacques Cousteau, pronunciado en francés como; /ʒak kusto/, y pronunciado en español como /ʝak 'kusto/ o yak kústo, es una isla situada en el Golfo de California en la costa del estado mexicano de Baja California Sur. Esta isla cambió oficialmente su nombre el 17 de noviembre de 2009 en homenaje al oceanógrafo francés Jacques-Yves Cousteau.
La isla está situada a la entrada del Golfo de California, separada del continente por el canal Cerralvo que tiene 10 km de ancho en promedio, y está a 65 km al este de la ciudad de La Paz. La isla tiene 29 km de largo y 7 km de ancho y posee una superficie de 136,5 kilómetros cuadrados por lo que constituye la novena isla más grande de México. 
La isla Cerralvo está deshabitada. La primera mención de la isla fue hecha por el explorador Fortún Jiménez en 1533, quien la llama «Isla de Santiago», pero Francisco de Ortega, un recolector de perlas, la bautizo con el nombre de Isla de Cerralvo en 1632 en honor de su patrón el marqués de Cerralbo, virrey de Nueva España.
En 2005, la isla fue clasificada junto con otras 244 como Patrimonio de la Humanidad por la UNESCO, como parte de las islas y áreas protegidas del Golfo de California.
Cerralvo y el Mar de Cortés fueron visitadas varias veces por el equipo del famoso explorador francés Jacques Cousteau y por esta razón el gobierno mexicano decidió en 2009 cambiar el nombre de «Isla Cerralvo» a «Isla Jacques Cousteau», decisión que causó polémica entre parte de la población del país.